# Tarrafal de São Nicolau
Tarrafal de São Nicolau ist ein Município (Kreis) im Westen der Insel São Nicolau, die im Norden von Kap Verde liegt. Tarrafal de São Nicolau liegt westlich von Ribeira Brava. Die Nachbargemeinde ist São Nicolau (Ribeira Brava).

## Ortsteile
- Baixo Roche
- Berril
- Cabeçalinho
- Cachaco
- Carvoeiro
- Covada (Kap Verde)
- Hortelão
- Jalunga
- Praia Branca
- Tarrafal de São Nicolau

## Sonstiges
In Tarrafal de São Nicolau gibt es eine Primarschule, eine Realschule, ein Gymnasium, eine Kirche und die Plätze (praças).
Der Fußballverein FC Ultramarina wurde mehrmals Meister von São Nicolau.